# 清水镇 (大竹县)
清水镇，是中华人民共和国四川省达州市大竹县下辖的一个乡镇级行政单位。

## 行政区划
清水镇下辖以下地区：
街道社区、明光村、红星村、松林坡村、曙光村、驷马桥村、老书房村、何家村、拱桥坝村、高巩村、偏岩村、明星村、云雾村、得胜村和十字村。